# Шамплит
Шампли́т (фр. Champlitte [ʃɑ̃lit]) — коммуна во Франции, находится в регионе Франш-Конте. Департамент — Верхняя Сона. Административный центр кантона Шамплит. Округ коммуны — Везуль.
Код INSEE коммуны — 70122.

## География
Коммуна расположена приблизительно в 280 км к юго-востоку от Парижа, в 60 км северо-западнее Безансона, в 50 км к западу от Везуля.
По территории коммуны протекает река Салон.

## Население
Население коммуны на 2010 год составляло 1822 человека.
| 1962 | 1968 | 1975 | 1982 | 1990 | 1999 | 2010 |
| ---- | ---- | ---- | ---- | ---- | ---- | ---- |
| 1423 | 2304 | 2113 | 1991 | 1906 | 1828 | 1822 |

## Администрация
| Период | Период | Фамилия     | Партия | Примечания |
| ------ | ------ | ----------- | ------ | ---------- |
| ?      | 2008   | Марсель Риф |        |            |
| 2008   | 2014   | Жиль Тёшер  |        |            |

## Экономика
В 2010 году среди 1063 человек трудоспособного возраста (15—64 лет) 741 были экономически активными, 322 — неактивными (показатель активности — 69,7 %, в 1999 году было 67,2 %). Из 741 активных жителей работали 663 человека (386 мужчин и 277 женщин), безработных было 78 (31 мужчина и 47 женщин). Среди 322 неактивных 81 человек были учениками или студентами, 144 — пенсионерами, 97 были неактивными по другим причинам.

## Достопримечательности
- Церковь Св. Христофора (XV век). Исторический памятник с 2009 года[4]
- Церковь Св. Христофора в деревне Шамплит-ла-Виль (XI век). Исторический памятник с 1991 года[5]
- Замок Шамплит[фр.] (XVI век). В замке располагаются музей и мэрия. Исторический памятник с 1909 года[6]
- Монастырь ордена августинцев (XV—XVII века). Исторический памятник с 1993 года[7]
- Руины крепостных укреплений (XVI век). Исторический памятник с 1985 года[8]

## Фотогалерея

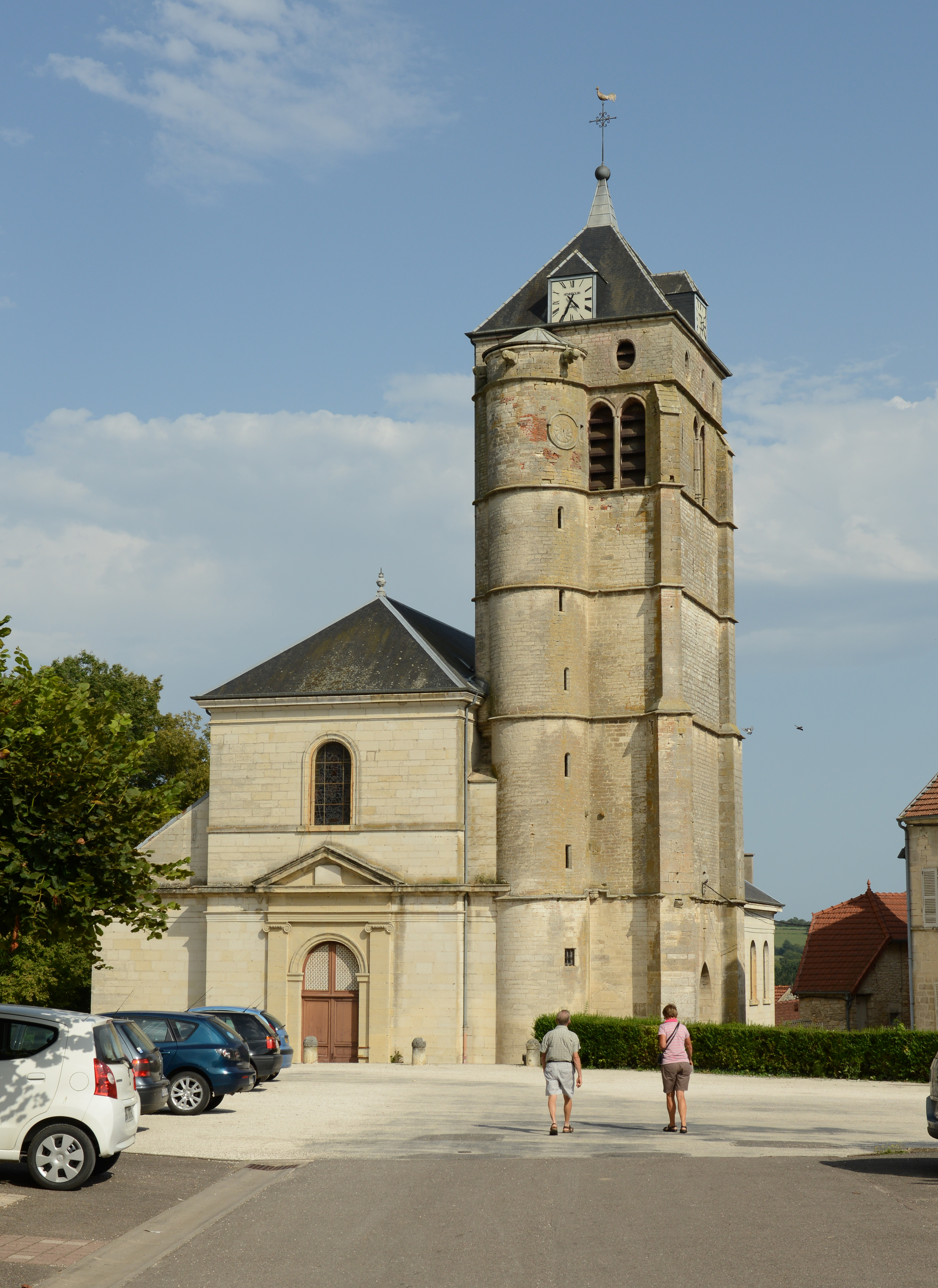
Церковь Св. Христофора
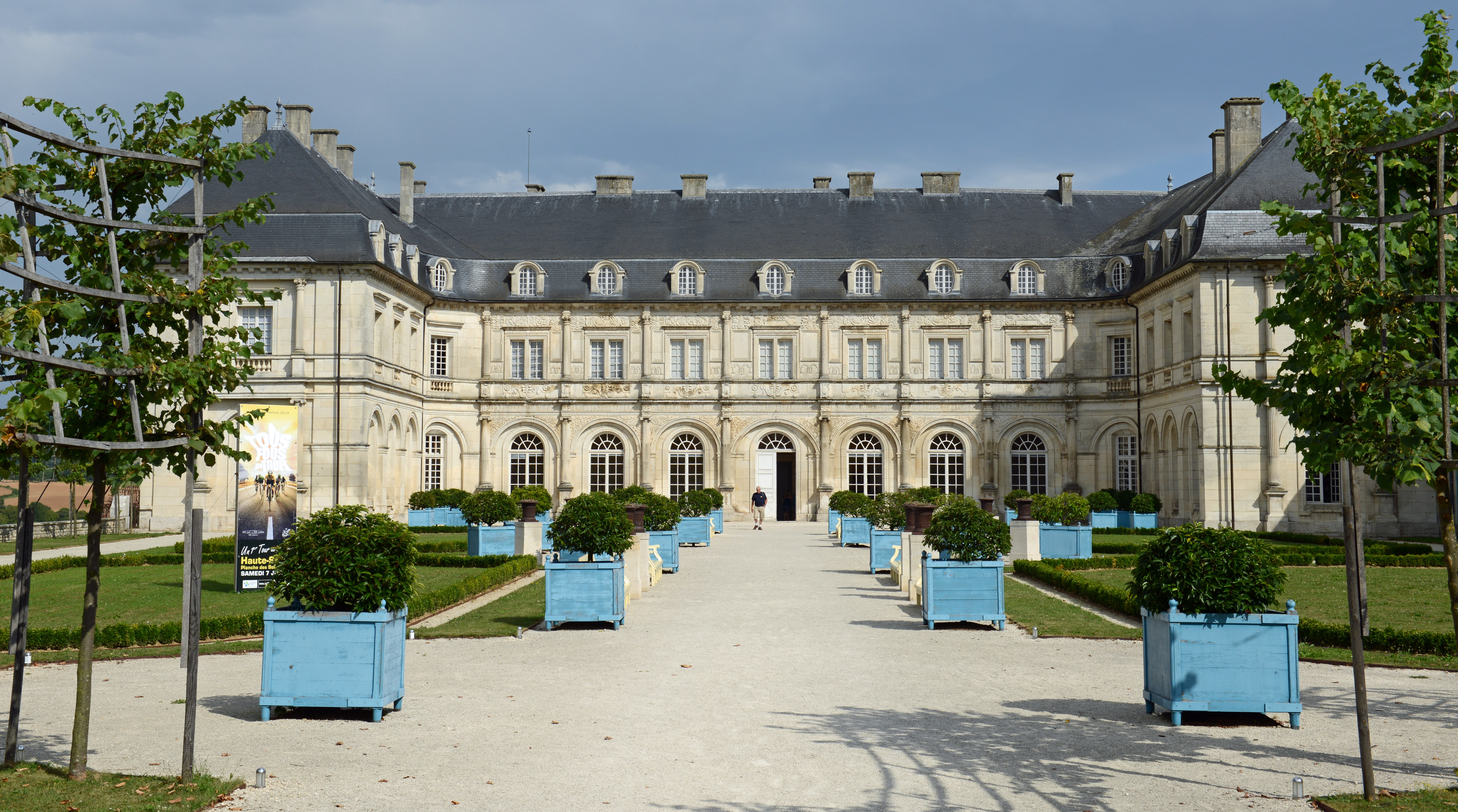
Замок Шамплит
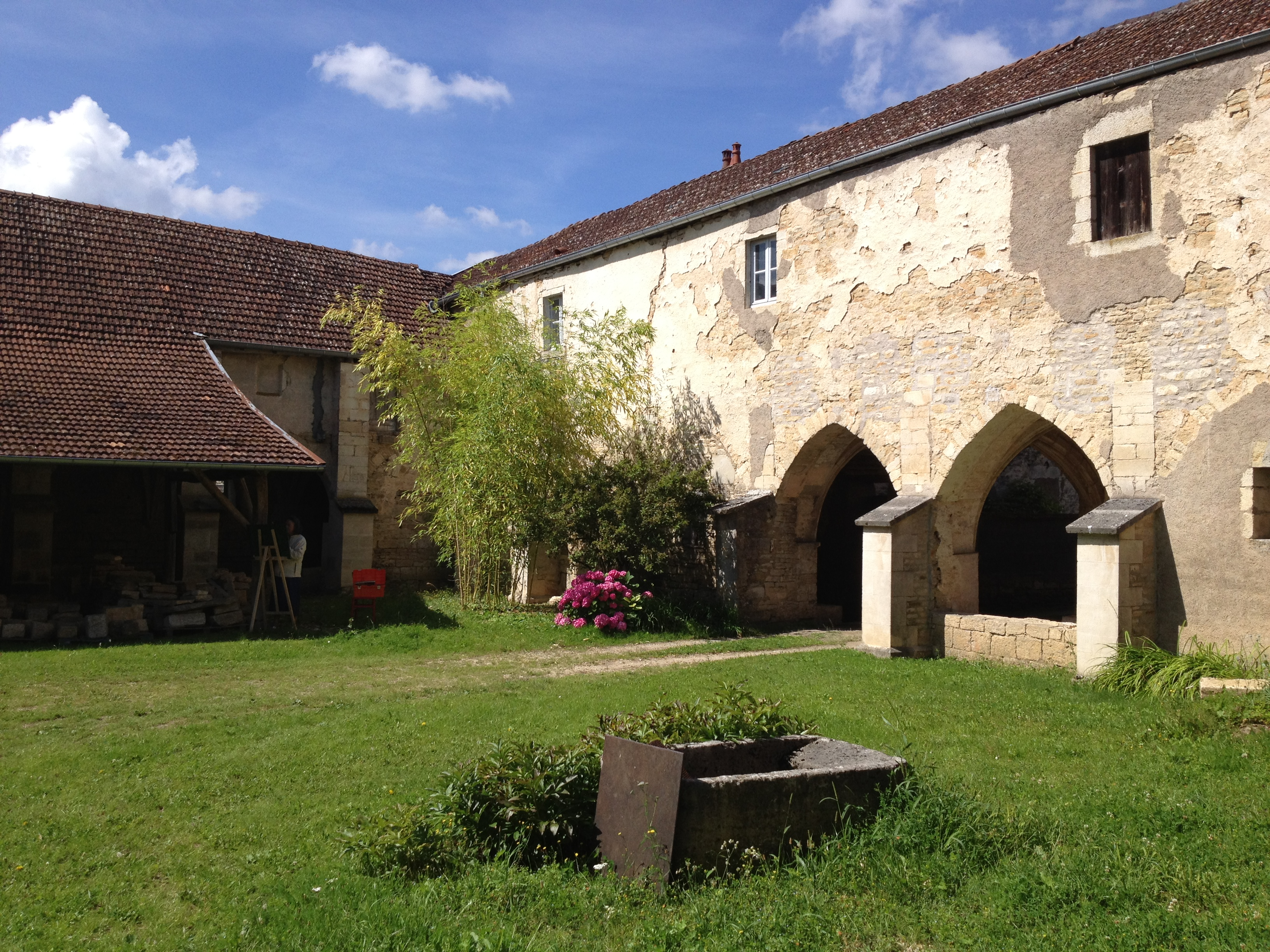
Монастырь ордена августинцев
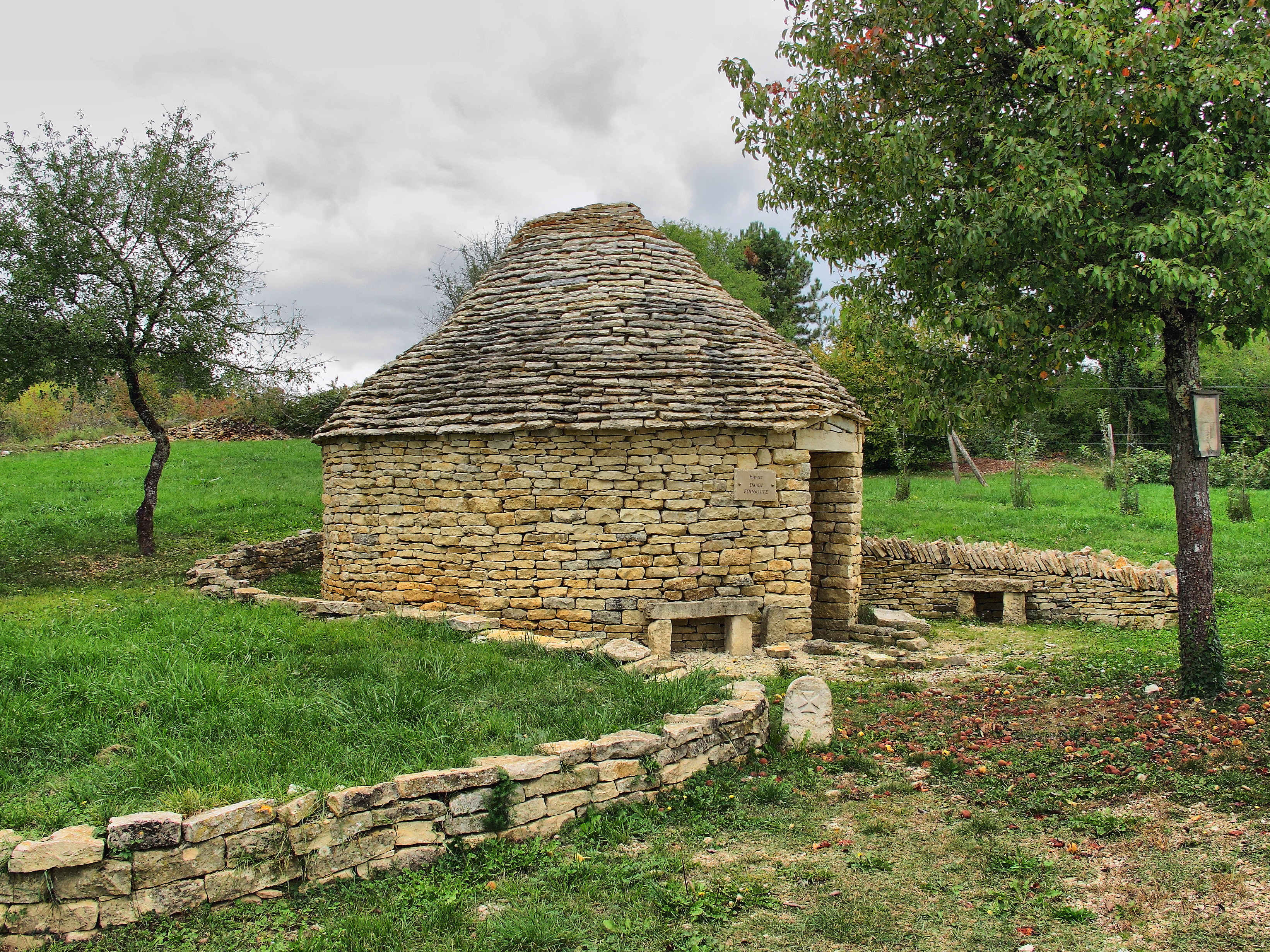
Сушилка